# Pellucistoma howei
Pellucistoma howei är en kräftdjursart som beskrevs av Coryell och Fields 1937. Pellucistoma howei ingår i släktet Pellucistoma och familjen Cytheromatidae. Inga underarter finns listade i Catalogue of Life.